# Isac Elliot
Isac Elliot, nato Isac Elliot Lundén (Kauniainen, 26 dicembre 2000), è un cantante finlandese di origini svedesi, premiato con l'MTV Europe Music Award al miglior artista finlandese nel 2013 e nel 2014.

## Discografia
- 2013 – Wake Up World
- 2014 – Follow Me
- 2017 – Faith
- 2023 – Kävi miten kävi
- 2025 – Vanhasta uuteen